# شربيلا
شربيلا هي قرية لبنانية من قرى قضاء عكار في محافظة الشمال. تقع في تجمع للقرى يسمى الدريب الأوسط.
يبلغ عدد سكانها حوالي 300 نسمة في الشتاء وحوالي 500 في الصيف. أهم عائلتها: عوض، ونادر، وشدراوي، ووراق، وبشور، وحنا، ومصومعي ومخول.